# Autorità di supervisione e informazione finanziaria
L’Autorità di Supervisione e Informazione Finanziaria (ASIF) è l'istituzione centrale competente per la prevenzione e contrasto del riciclaggio, del finanziamento del terrorismo e del finanziamento alla proliferazione delle armi di distruzione di massa della Santa Sede e dello Stato della Città del Vaticano.
Sul versante della prevenzione, infatti, è l’autorità centrale per la vigilanza e la regolamentazione in materia, sia nei confronti dei soggetti obbligati (ovvero, i soggetti che, in ragione dell’attività svolta sono tenuti all’applicazione della normativa in materia di prevenzione e contrasto del riciclaggio e del finanziamento del terrorismo – ad esempio: l’Istituto per le Opere di Religione), sia nei confronti dei soggetti segnalanti (ovvero, i soggetti che, nell’ordinamento vaticano, sono tenuti alla segnalazione di attività sospette – ad esempio: le persone giuridiche con sede legale nello Stato della Città del Vaticano e le Istituzioni Curiali).
Sul versante del contrasto, è l’autorità centrale per l’informazione finanziaria, ovvero – come nel caso delle unità di informazione finanziaria presenti nelle altre giurisdizioni (come, ad esempio, la Unità di Informazione Finanziaria per l'Italia) - l'autorità pubblica incaricata di acquisire ed analizzare le informazioni relative a soggetti e a flussi finanziari riguardanti ipotesi di riciclaggio e di finanziamento del terrorismo principalmente attraverso l’analisi delle segnalazioni di operazioni sospette trasmesse dai soggetti segnalanti, avvalendosi della collaborazione interna ed internazionale (garantita dall’adesione al Gruppo Egmont).
L’ASIF, inoltre, è anche l’autorità centrale in materia di vigilanza e regolamentazione prudenziale sugli enti che svolgono professionalmente attività di natura finanziaria (ad oggi, esclusivamente l’Istituto per le Opere di Religione).
Secondo l'ultimo rapporto annuale, vi sono state 79 segnalazioni di attività sospette, in diminuzione rispetto ai 123 dell'anno precedente, 4 misure preventive tra sospensione di operazioni e blocchi di conti e 11 casi di rapporti inviati all'Ufficio del Promotore di Giustizia, consolidando il percorso verso la trasparenza finanziaria, grazie anche alle esperienze formative e lo scambio di best practices con la Banca d'Italia e la Bundesbank. Per quanto riguarda i controlli sull'Istituto per le Opere di Religione, è stato affinato il  “Processo di Revisione e Valutazione Prudenziale” (SREP) ed è stato introdotto per l’Istituto di pubblicare informazioni sui rischi ambientali, sociali e di governo societario (ESG). Il follow-up da parte del comitato Moneyval sull'attuale assetto giuridico e regolamentare ha confermato un giudizio di piena o elevata conformità su 35 delle 39 raccomandazioni applicabili.

## Istituzione e componenti
Istituita da papa Benedetto XVI con lettera apostolica in forma di motu proprio "Prevenzione e contrasto delle attività illegali in campo finanziario e monetario " del 30 dicembre 2010, con la denominazione di Autorità di Informazione Finanziaria (AIF), all’Autorità è stato conferito il mandato a svolgere anche attività di vigilanza prudenziale con la lettera apostolica in forma di motu proprio promulgata da papa Francesco il 10 agosto 2013. Competenze confermate con la lettera apostolica in forma di motu proprio promulgata da papa Francesco il 15 novembre 2013, con la quale venne approvato un nuovo Statuto. 
Il 5 dicembre 2020 papa Francesco ha approvato il nuovo statuto, in virtù del quale l'istituzione ha assunto il nome attuale e una nuova struttura organizzativa, maggiormente rispondente alle proprie esigenze operative ed istituzionali. Sono rimaste inalterate, invece, le competenze e le funzioni, come ribadito anche nell’art. 248 della Costituzione Apostolica “Praedicate Evangelium” del 19 marzo 2022.
A norma dello Statuto vigente , l’ASIF è composta da tre organi (il Presidente, il Consiglio e la Direzione) ed è suddivisa in tre Uffici (l’Ufficio Vigilanza, l’Ufficio Regolamentazione e Affari legali e l’Ufficio Informazione Finanziaria).

## Cronotassi

### Presidenti
- Cardinale Attilio Nicora (19 gennaio 2011 - 30 gennaio 2014 ritirato)
  - Vescovo Giorgio Corbellini (30 gennaio 2014 - 19 novembre 2014) (ad interim)
- René Brülhart (19 novembre 2014 - 19 novembre 2019 cessato)
- Carmelo Barbagallo, dal 27 novembre 2019

### Membri della Direzione
- Francesco De Pasquale (2011 - 2013)
  - Alfredo Pallini (2011 - 2012) (vicedirettore)
- René Brülhart (2013 - 2014)
  - Tommaso Di Ruzza (2014 - 2015) (vicedirettore ad interim)
- Tommaso Di Ruzza (5 giugno 2015 - 20 gennaio 2020 cessato)
- Giuseppe Schlitzer (1º aprile 2020 -  31 marzo 2025 cessato)
  - Federico Antellini Russo (1º aprile 2020 - 27 novembre 2024) (vicedirettore)
- Federico Antellini Russo (27 novembre 2024 - attuale Direttore)